# Giuramenti
| Recensione | Giudizio |
| ---------- | -------- |
| Rockol     | 7,5/10   |

Giuramenti è il settimo album in studio del gruppo musicale italiano Ministri, pubblicato il 6 maggio 2022. In coda all'album, nella sola versione CD, sono inserite anche le quattro tracce dell'EP Cronaca nera e musica leggera, composte nella medesima sessione di registrazione di Giuramenti.

## Tracce

### Digitale
1. Scatolette – 3:46
2. Documentari – 3:16
3. Vipere – 3:52
4. Numeri – 3:49
5. Esploratori – 3:52
6. Domani parti – 4:34
7. Ci eravamo detti – 3:34
8. Arcipelaghi – 3:33
9. Comete – 4:36

Durata totale: 34:52

### CD
Giuramenti
1. Scatolette – 3:46
2. Documentari – 3:16
3. Vipere – 3:52
4. Numeri – 3:49
5. Esploratori – 3:52
6. Domani parti – 4:34
7. Ci eravamo detti – 3:34
8. Arcipelaghi – 3:33
9. Comete – 4:36

Cronaca nera e musica leggera
1. Peggio di niente – 2:55
2. Bagnini – 3:25
3. Inferno – 3:47
4. Cronaca nera e musica leggera – 3:31

### Vinile
Lato A
1. Scatolette – 3:46
2. Documentari – 3:16
3. Vipere – 3:52
4. Numeri – 3:49
5. Esploratori – 3:52

Lato B
1. Domani parti – 4:34
2. Ci eravamo detti – 3:34
3. Arcipelaghi – 3:36
4. Comete – 4:36

## Formazione
- Davide "Divi" Autelitano – voce, basso
- Federico Dragogna – chitarra, cori
- Michele Esposito – batteria, percussioni

## Classifiche
| Classifica (2022) | Posizione massima |
| ----------------- | ----------------- |
| Italia            | 15                |